# Kanada i olympiska sommarspelen 1956
Kanada deltog med 92 deltagare vid de olympiska sommarspelen 1956 i Melbourne. Totalt vann de två guldmedaljer, en silvermedalj och tre bronsmedaljer.

## Medaljer

### Guld
- Archibald McKinnon, Lorne Loomer, Walter D'Hondt och Donald Arnold - Rodd, fyra utan styrman.
- Gerald Ouellette - Skytte, 50 meter gevär, liggande.

### Silver
- Philip Kueber, Richard McClure, Robert Wilson, David Helliwell, Donald Pretty, Bill McKerlich, Douglas McDonald, Lawrence West och Carlton Ogawa - Rodd, Åtta med styrman.

### Brons
- Gil Boa - Skytte, 50 meter gevär, liggande.
- John Rumble, Jim Elder och Brian Herbinson - Ridsport, fälttävlan.
- Irene MacDonald - Simhopp.